# Kidder Motor Vehicle Company
Die Kidder Motor Vehicle Company war ein US-amerikanischer Hersteller von Dampfwagen.
Der Unternehmer Wellington Parker Kidder erhielt bereits mit 15 Jahren sein erstes Patent (für eine Verbesserung an einer Dampfmaschine) und entwickelte nach einem Studium der Angewandten Mechanik eine Druckpresse und eine Schreibmaschine, ehe er sich auch dem Bau eines Dampfwagens widmete.

## Beschreibung
1899 stellte er zwei Prototypen fertig, deren zweiter erfolgversprechend war. Kidder entwickelte dafür eine Zweikolbendampfmaschine, deren Kolben links und rechts vom Boiler angebracht waren und direkt auf die Hinterachse wirkten. Durch diesen innovativen Ansatz machte er die übliche Antriebskette überflüssig.
Das Unternehmen wurde hauptsächlich mit Kapital von T. Atwater Barnes organisiert; dieser wurde auch Präsident. Ab 1900 hatte Kidder die technische Leitung inne. Firmensitz und Fabrikation wurden im Gebäude der vormaligen New Haven Chair Company an der Audubon Street in New Haven (Connecticut) eingerichtet.
Kidder entwickelte einen weiteren Prototyp, dieses Mal mit Ottomotor und Petromobile genannt. Er wurde nicht weiterverfolgt. Als der Kidder Steam Ende 1899 erschien, gab es davon zwei Versionen: Das Model 2 als konventionell aussehenden Runabout zu US$ 1000 und den Kleintransporter Model B zu US$ 1600. Vor allem der Runabout war am Anfang deutlich teurer als der verbreitete Locomobile zu US$ 600 resp. US$ 750 ab 1901.
Im November 1900 waren 35 Kidder Steamer im Bau oder ausgeliefert. Ohne dass es zu finanziellen Problemen gekommen wäre, wurde die Produktion im April 1903 eingestellt. Die Gründe sind unklar, am wahrscheinlichsten ist der Tod von Barnes in Verbindung mit Kidders Erkenntnis, dass die Zukunft dem benzingetriebenen Fahrzeug gehören würde.
1907 baute Kidder weitere sieben Fahrzeuge, die aber nicht in den freien Verkauf gelangten und von Familienmitgliedern genutzt wurden.
Die Kidder Motor Vehicle Company wurde an John H. Springer verkauft, der einige weitere Dampfwagen baute, ehe er das Unternehmen als Springer Motor Vehicle Company reorganisierte. Wenig später zog der Betrieb um nach New York City. Die Produktion wurde auf einen Benziner umgestellt und endete 1905.